# نيكيتا غلوشكوف
نيكيتا غلوشكوف (9 يونيو 1992 بفولغوغراد في روسيا - ) هو لاعب كرة قدم روسي في مركز الوسط. لعب مع بالتيكا كالينينغراد ونادي روتور فولغوغراد وإنرجيا فولجسكي ‏ وFC Zenit-Izhevsk ‏ وFC Volgograd ‏ وطوربيدو أرمافير ‏.